# Yahoo Kalender
Yahoo Kalender (eigene Schreibung Yahoo! Kalender; englischsprachige Version: Yahoo! Calendar) ist ein webbasierter Kalender-Dienst von Yahoo. Er ist mit 2,4 Millionen Benutzern der Online-Kalender mit der zweitgrößten Verbreitung, hinter dem entsprechenden Produkt von AOL und vor dem von MSN (Angaben von Nielsen/NetRatings, Stand 2006, vor dem Start des Konkurrenten Google Calendar). Er kann Kalender-Feeds und Veranstaltungen von den Webseiten lesen, die die von Yahoo veröffentlichte Kalender-Programmierschnittstelle benutzen. Dazu gehört unter anderem die von Yahoo im Oktober 2005 für eine ungenannte Summe aufgekaufte Website Upcoming.org, die es Benutzern unter anderem ermöglicht, gemeinschaftlich nutzbare Veranstaltungskalender zu erstellen.

## Funktionen
Yahoo Kalender hat die folgenden Funktionen:
- 100-jähriger Kalender
- Verschiedene Alarmfunktionen, die es dem Nutzer ermöglichen, Nachrichten an verschiedene Quellen zu senden, darunter:
  - E-Mail
  - Mobile Geräte
  - Yahoo Messenger
- Synchronisation mit Outlook unter anderem ist mit der Software „Intellisync for Yahoo“ möglich (Adressbuch, Kalender, Notizen und Tasks)
- Das Austauschen von Aufgaben zwischen Nutzern. Der Mechanismus erlaubt verschiedene Methoden der gemeinsamen Benutzung, einschließlich Veröffentlichen des Kalenders, gemeinsame Benutzung des Kalenders mit einer spezifischen Yahoo Group, und die Benutzung mit einem bestimmten Yahoo-Nutzer.
- Automatisches Lesen, Integration, und Neuveröffentlichung öffentlicher und persönlicher Veranstaltungen, die von Eventful, Upcoming.org, und Evite abgerufen werden können.

## Weblink
- Yahoo Calendar